# Vall-llonga (Odèn)
Vall-llonga és una masia situada al municipi d'Odèn, a la comarca catalana del Solsonès.